# راي موريسون
راي موريسون (بالإنجليزية: Ray Morrison)‏ هو مدرب كرة سلة أمريكي، ولد في 28 فبراير 1885 في مقاطعة سويسرا في الولايات المتحدة، وتوفي في 19 نوفمبر 1982.

## وصلات خارجية
- راي موريسون على موقع كلية كرة السلة في سبورتس رفرنس.كوم (الإنجليزية)
- راي موريسون على موقع قاعة تينيسي للمشاهير الرياضية (الإنجليزية)